# 包岑戰役

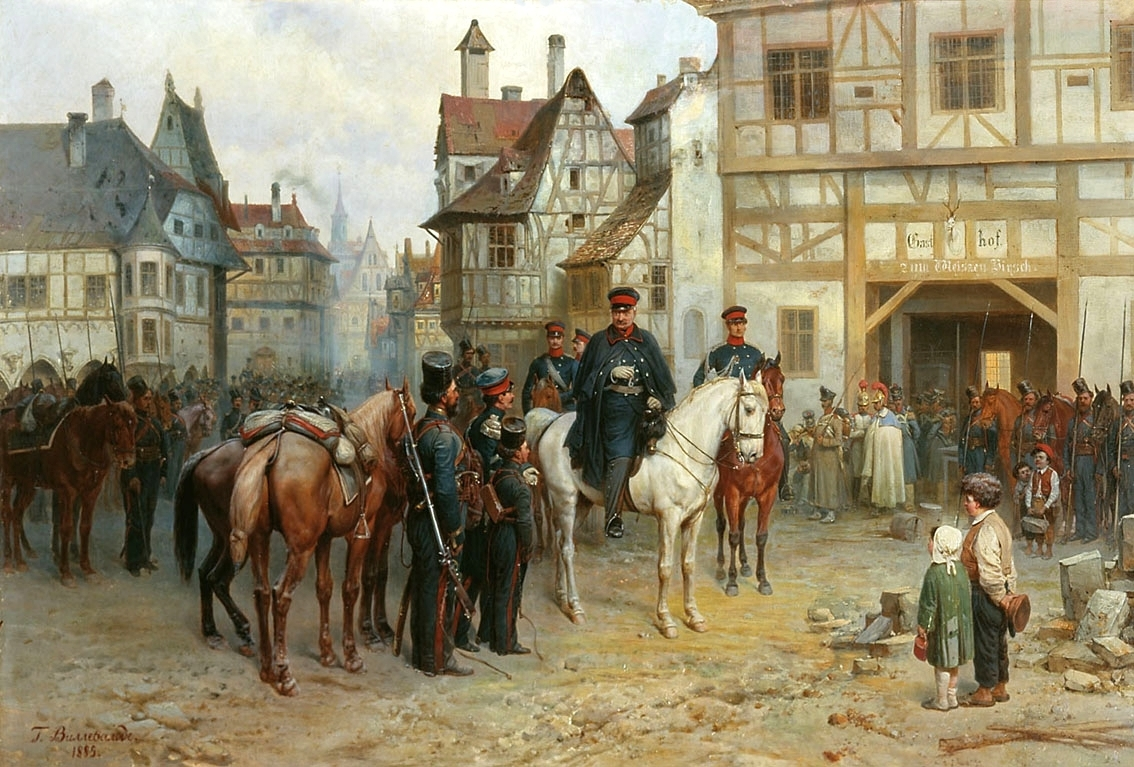
1813年包岑會戰中的格布哈德·列博萊希特·馮·布呂歇爾

包岑會戰爆發於1813年5月19日至5月20日，於包岑展開戰鬥。反法同盟雖被拿破崙打敗，卻因為內伊的判斷錯誤而順利逃出法軍包圍圈，這場戰役後，拿破崙的法軍開始漸趨劣勢。

## 呂岑會戰後的情勢
呂岑會戰後，反法聯軍退守德勒斯登。5月3日，內伊的部隊在休息了二十四小時後繼續追擊。面對法軍的進逼，俄普聯軍決定棄守德勒斯登，繼續向東退往西里西亞的布雷斯勞，以獲取巴克萊將軍一萬三千人的增援，而比洛將軍則率領三萬多普軍留守北方的柏林。5月8日，拿破崙進入薩克森首府，恢復了盟友腓特烈·奧古斯都的王位，並以此為他的主要前進基地。
由於指揮法軍左翼的歐仁親王始終無所作為，又未能實施追擊以擴大戰果，拿破崙在忍無可忍的情況下，便解散了「易北河軍團」，把他的繼子趕去相對平靜的義大利指揮部隊。

## 戰前的準備

### 拿破崙方面
歐仁被趕走後，拿破崙對他的軍隊進行了改編，新建了一個左翼軍團，改由內伊元帥指揮，下轄他自己的第三軍、維克托的第二軍、洛里斯頓的第五軍、雷尼耶的第七軍以及塞巴斯蒂安將軍的一個騎兵軍，共有步兵七萬九千五百人和騎兵四千八百人。拿破崙親率的主力則包括貝特朗的第四軍、馬爾蒙的第六軍、麥克唐納的第十一軍、奧熱羅的第十二軍、莫蒂埃的近衛軍以及另一個騎兵軍，共有步兵十萬七千人及騎兵一萬兩千人。

### 反法聯軍方面
另一方面，俄普聯軍且戰且走，退至德勒斯登以東三十五哩處的包岑，在附近的施普雷河東岸築起陣地，準備在此堅守。這道防線由俄軍六萬四千人、普軍三萬兩千人據守，以戰術方面來看，確實堅強，又易守難攻，但是戰略上卻極為不利，因為包岑以南再過二十哩就是奧地利帝國的波西米亞領土。
奧地利此時尚保持中立，若是俄普聯軍退入波西米亞境內，就有被扣留的危險。奧地利原先已和俄、普兩國進行和平談判，卻因俄普聯軍在呂岑戰敗，其態度又轉趨曖昧。

## 戰鬥過程

### 5月19日
5月19日，法軍挺進至包岑。拿破崙在偵查了敵人的防禦陣地後，決定以麥克唐納的第十一軍、烏迪諾的第十二軍和馬爾蒙的第六軍發起正面進攻，牽制聯軍左翼，同時命令內伊指揮的四個軍在包岑以北渡過施普雷河，迂迴聯軍右翼，把他們趕到波西米亞山地上一舉消滅。
但不幸的是，先前他已命令內伊的第二、第七兩個軍向柏林進軍，雖然他旋即取消了這個命令，改令內伊全部的軍隊進攻包岑，但這兩個軍仍然趕不上參加新的戰鬥。這是拿破崙重大的失誤，他太著迷拿下柏林，而柏林實際上不過是個次要的政治目標：因為只要包岑的聯軍遭受毀滅性的挫敗，柏林落入其手中也只不過是時間早晚的問題。假使他早點意識到這點，那麼此戰將不會重蹈呂岑會戰的覆轍了。

### 5月20日
5月20日上午，法軍右翼向前推進，逐退據守河岸的敵軍前哨，在砲火掩護下架起橋梁跨越施普雷河，並在對岸建立起一個橋頭堡。這時拿破崙命令正面進攻的法軍暫停前進，待左翼的內伊軍趕上來再聯合進攻。他用鉛筆匆匆擬了一份命令，讓貝蒂埃派人送給內伊，要他向東南方前進，切斷敵人的退路。
但是內伊似乎沒有理解此一命令，他在包抄敵人右翼成功後，不繼續推進反而停下來等待法軍的總攻命令，但總攻遲至下午三時才發動，結果內伊的軍隊剛參戰便被敵軍右翼所纏，無法截斷其退路。這是個致命的失誤，究竟是拿破崙的參謀長貝蒂埃的錯，還是內伊的參謀長若米尼的錯，抑或是拿破崙字跡太潦草，至今仍未確定。
由於右翼被法軍迂迴，害怕退路受到威脅的俄普聯軍放棄了繼續作戰的努力，於下午四時撤離了陣地，向東退卻。整個撤退行動得到騎兵和砲兵的保護，井然有序，讓法軍既沒抓到任何一名俘虜，也沒有繳獲任何火砲，而且法軍騎兵不足，無法堅決實施追擊，只能任由敵軍離去。而維克多軍和雷尼耶軍則在會戰結束時才抵達戰場，無法參戰。

## 結局
包岑的勝利，對拿破崙來說意義不大，他在戰鬥中也不像以往那樣實行堅決有力的領導，一些命令含糊不清，而內伊雖被賦予大權，卻庸碌無為，缺乏戰術眼光，要讓他指揮一個軍以上的兵力實在是勉為其難，殲滅敵軍的大好時機就這樣白白浪費了。包岑會戰和呂岑會戰一樣，又是拿破崙另一個虎頭蛇尾的勝利。原先拿破崙決定不顧一切去追擊敵軍，但他的心腹迪羅克將軍在戰役中突然被砲彈擊中身亡，使他大受震撼，便下令停火。
不過俄普聯軍的連續失利也使他們處於不太有力的境地，呂岑和包岑兩戰造成他們損失不少兵力，導致俄國和普魯士之間出現激烈的紛爭，幾乎喪失了獲勝的信心。沙皇只好用米哈伊尔·博格达诺维奇·巴克莱·德托利取代維特根斯坦出任聯軍總司令，但巴克萊認為，法軍氣勢很猛，聯軍目前很難取得軍事勝利，堅持要從西里西亞撤往波蘭。拿破崙於6月1日順勢拿下西里西亞首府布雷斯勞，此時達武和旺達姆的部隊也已收復漢堡。
但是拿破崙的日子並不就此好過一些，他的戰略形勢不容樂觀，法軍正置身於一個充滿敵意的國度裡，後勤補給線延伸得太長，而且日甚一日；由於連續作戰，彈藥供應也開始出現問題，傷病員也急遽增加。再者，西里西亞距離奧地利只有咫尺之遙，而近來奧地利對法國的態度日趨強硬，倘若它此時加入俄、普陣營，拿破崙的處境將會更加險惡。但是法軍也無力立即將聯軍全殲：由於先前的戰鬥也使他們損失的兵力比敵軍多，故沒有足夠實力進行另一次會戰。法軍的砲兵火力依然強大，但騎兵太少，導致步兵在面對敵方優勢騎兵時，難以發起有效的攻擊，也抓不住逃跑的敵人，所以很難取得決定性得勝果。而騎兵的不足，正是拿破崙軍隊的缺陷。

## 和約與評論
由於雙方都亟欲爭取一段喘息之機，6月4日，雙方達成休戰協定，休戰期限為七個星期，到六月底，後來又延至8月17日。拿破崙向他的陸軍大臣克拉克這樣解釋他的意向：
|          | 這次休戰進程干擾了我的勝利進程。我之所以作出這一決定是基於以下兩個理由：一是我方缺少騎兵，使我難以實施強而有力的打擊；二是奧地利敵對的態度。 我認為，休戰將持續到整個六月份及七月份。假如可能，等到九月份我將實施一次決定性的打擊。我希望到那時我將處於一種足以打垮敵人的有利形勢。 |
| ——拿破崙 | |

拿破崙做出休戰的決定確實有它的戰略考慮，但他顯然對停戰之後的形勢過於樂觀了。許多軍事評論家，包括若米尼在內，都認為簽訂休戰協定是拿破崙一生中犯下的最大錯誤之一。事後表明，這段喘息時機實際上對反法聯軍更有利，而不是法軍。法軍的處境並未因這段休戰時期得到有效的改善，相反的，反法聯軍卻得以重整旗鼓，捲土重來。更重要的是，隨著時間的推移，反法陣營的力量又得到了新的加強。

## 註腳
1. ↑  作為軍事統帥的拿破崙 第十六章 覆亡的開端（1813）（一） （页面存档备份，存于），5月19日上面那段。
2. 1 2  拿破崙帝國，第369頁。
3. 1 2  Chandler, D., p.892.
4. 1 2  Chandler, D., p.897.
5. ↑  今日波蘭的弗羅茨瓦夫。
6. 1 2  拿破崙帝國，第367頁。
7. ↑  這是拿破崙慣用的包抄迂迴戰法。
8. ↑  拿破崙帝國，第368頁。
9. ↑  貝蒂埃和若米尼長期不和，使得若米尼此戰後投靠到反法聯軍的陣營，後來成為一名卓越的軍事評論家。
10. ↑  拿破崙帝國，第370頁。